# دورا نلسون (فیلم ۱۹۳۹)
دورا نلسون (ایتالیایی: Dora Nelson) یک فیلم کمدی ایتالیایی به کارگردانی ماریو سولداتی است که در سال ۱۹۳۹ منتشر شد. این فیلم در واقع بازسازی یک فیلم فرانسوی به همین نام است.

## بازیگران
- آسیا نوریس
- کارلو نینچی
- لوئیجی چیمارا
- نینو کریسمن
- کارلو کامپانینی
- اولینتو کریستینا
- اولینا پائولی
- ماسیمو جیروتی
- جاکومو آلمیرانته
- میکله ریکاردینی